# Blauwkruinkwartelduif
De blauwkruinkwartelduif (Geotrygon purpurata) is een vogel uit de familie Columbidae (duiven). Het is een bedreigde vogelsoort in Colombia en Ecuador. De vogel werd in 1878 door de Britse dierkundige Osbert Salvin geldig beschreven.

## Kenmerken
De vogel is 22 tot 26 cm lang. De vleugels zijn bruin met donkere vleugelpunten. De rug is grijs met een saffierkleurige blauwe glans. De mantel is koningsblauw, de staart is donker.  De kruin is donkerblauw en verder is er een opvallende, lange smalle zwarte streep van de snavel naar de nek. De buik en borst zijn lichtgrijs.

## Verspreiding en leefgebied
Deze soort komt voor van noordwestelijk Colombia (Chocó) tot in noordwestelijk Ecuador. Het leefgebied is groenblijvend loofbos in heuvellandschap op 600 tot 1100 meter boven zeeniveau. De duif verblijft voornamelijk in de ondergroei van natuurlijk bos.

## Status
De blauwkruinkwartelduif heeft een beperkt verspreidingsgebied en daardoor is de kans op uitsterven aanwezig. De grootte van de populatie werd in 2016 door BirdLife International geschat op 600 tot 1700 individuen en de populatie-aantallen nemen af door habitatverlies. Het leefgebied wordt aangetast door mijnbouwactiviteiten en ontbossing waarbij natuurlijk bos wordt omgezet in gebied voor agrarisch gebruik en menselijke bewoning. Om deze redenen staat deze soort als bedreigd op de Rode Lijst van de IUCN.